# Usorci (Oštra Luka)
Usorci (szerbül: Усорци) falu Bosznia-Hercegovinában, a Szerb Köztársaságban, Oštra Luka községben. Usorci településnek a Szerb Köztársaság terülétéhez került, nagyobbik része.

## Fekvése
Bosznia-Hercegovina északnyugati részén, Banja Lukától légvonalban 41, közúton 73 km-re nyugatra, Prijedortól légvonalban 16, közúton 24 km-re délre, községközpontjától  2 km-re délre fekvő sík területen, a Szana-folyó jobb partján fekszik. Usorci területén ered a Bukovica-patak, mely 3,5 km megtétele után a falutól délre ömik Szanába.

## Népessége
| Nemzetiségi csoport | Népesség 1991 | Népesség 2013 |
| ------------------- | ------------- | ------------- |
| Szerb               | 305           | 446           |
| Bosnyák             | 0             | 1             |
| Horvát              | 0             | 0             |
| Jugoszláv           | 6             | 0             |
| Egyéb               | 1             | 2             |
| Összesen            | 312           | 449           |

## Története
A régészeti leletek alapján Usorci területe már az ókorban lakott volt, a Damjanovići nevű településrészen levő „Gradina” nevű lelőhelyen egy kerek alaprajzú illír tumulus maradványai találhatók. 1878-ig az Oszmán Birodalom része volt, majd a török uralom elleni felkelés után az Osztrák–Magyar Monarchia annektálta. Az első osztrák-magyar népszámlálás alkalmával 1879-ben 249 lakosa volt, mind szerbek és még 1941-ben is csak szerbek lakták. Az iskola épülete 1925-ben épült fel, de a tanítás csak 1932-ben indult meg az intézményben.
A boszniai háborút lezáró daytoni békeszerződés rendelkezése alapján az ország területét felosztották a Bosznia-hercegovinai Föderáció és a boszniai Szerb Köztársaság között. A békeszerződés utáni területmegosztási megállapodás értelmében a háború előtti település területének zöme, 17,96 km2 területtel a Boszniai Szerb Köztársasághoz és Oštra Luka községhez került, míg a település területének parányi része, 0,21 km2 területtel a Bosznia-hercegovinai Föderáció Una-Szanai kantonjában levő Sanski Most község területénél maradt.

## Nevezetességei
- Gradina – illír, valószínűleg kultikus célokat szolgáló tumulus maradványai. Méretei 12x5-6 méter, a lejtő irányában 10 méter. Korát a késő bronzkorban és a vaskorban határozták meg.[5]